# Badia (Italie)
Pour les articles homonymes, voir Badia (homonymie).
Badia (en allemand, Abtei) est une commune italienne d'environ 3 500 habitants située dans la province autonome de Bolzano dans la région du Trentin-Haut-Adige dans le nord-est de l'Italie.

## Répartition des langues
Selon le recensement de 2011, la plupart des habitants (94 %) parlent le ladin comme langue maternelle, 4,2 % parlent l'italien nativement et 1,8 % l'allemand.

## Géographie
Le lac de Lagazuoi se situe sur le territoire communal, au nord du Laguzuoi.

## Administration
| Période          | Période  | Identité            | Étiquette     | Qualité |
| ---------------- | -------- | ------------------- | ------------- | ------- |
| 2009 (3e mandat) | En cours | Giacomo Frenademetz | liste civique |         |

### Hameaux
Pedraces (Pedratsches, Pedraces), San Leonardo (San Linêrt), La Villa (Stern, La Illa), San Cassiano (Sankt Kassian, San Cascian)

#### Autre localité
Oies : petit village constitué d'une dizaine de maisons où naquit Joseph Freinademetz, missionnaire en Chine, saint depuis le 5 octobre 2003. À côté de sa maison natale, une petite chapelle a été construite en 1995 où une messe est célébrée chaque jour. En partant de l'église de San Lorenzo, il existe le sentier n° 13 dédié au saint qui arrive à Badia en 40 minutes environ. La localité a été visitée par le pape Benoît XVI le 5 août 2008.

### Communes limitrophes
Les communes limitrophes sont  Cortina d'Ampezzo, Corvara in Badia, La Valle, Livinallongo del Col di Lana, Marebbe, San Martino in Badia et Selva di Val Gardena.